# Imamzadeh

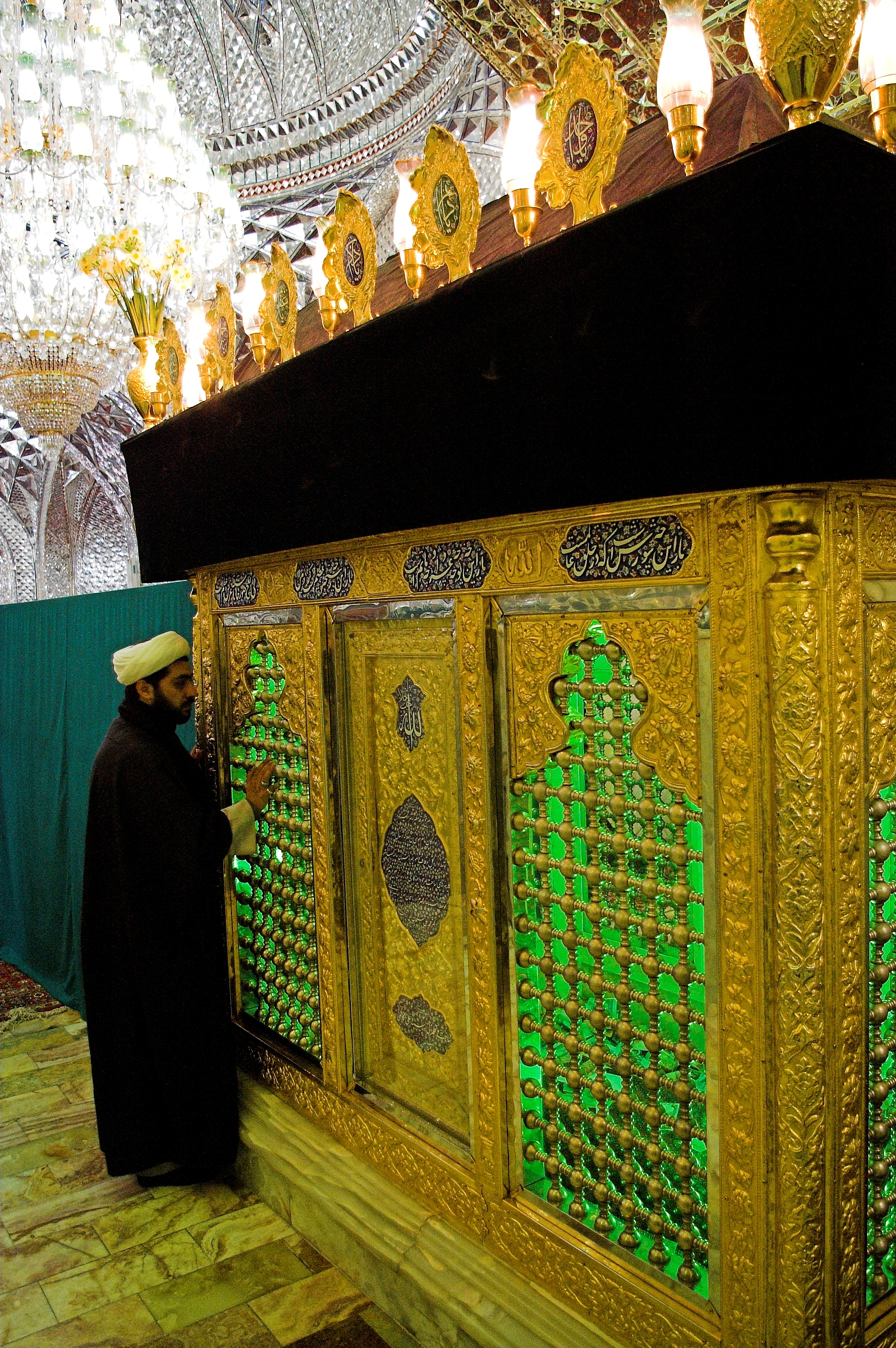
En mulla ber vid Imamzadeh-ye Seyyed Hamza, Tabriz, Iran

Imamzadeh (ordagrant imamättling) är det persiska namnet på en gravplats där någon släkting till profeten Muhammed (via en shiaimam) ligger begraven.